# Dalfinet
Dalfinet (fl. 1269) fou un trobador menor o un joglar, segurament originari del Delfinat, com ho indicaria el seu nom o sobrenom. No se'n sap res d'aquest personatge, però sí que apareix, juntament amb Cerverí de Girona i Folquet de Lunèl i altres joglars i músics no anomenats pel nom, en els comptes del seguici de l'infant Pere d'Aragó, a qui acompanyaren a Toledo a reunir-se amb Alfons X de Castella. A Reíllo, prop de Cuenca, consta que se li pagaren tres sous el 26 d'abril de 1269.
D'aquest autor es conserva només un sirventès: De meg sirventes ai legor, fet amb una mètrica i, per tant, la música, de deu altres poesies trobadoresques, entre elles una de Giraut de Bornelh (No posc sofrir qu'a la dolor 242.51), que en deu ser el model. És interessant la denominació que ell mateix li dona de meg sirventes (= "mig sirventès") que es troba també en un breu nombre d'altres peces del segle xiii (i alguna del XII).
- (PC 120,1)[2] De meg sirventes ai legor